# Озёрное (Донецкая область)
Озёрное (укр. Озерне, до 2016 года Ильичёвка) — село в Донецкой области Украины, находится в Краматорском районе.

## История
Указом ПВС УССР от 20 декабря 1949 года хутор Хайловка переименован в село Ильичёвка.

### Российско-украинская война
В ходе вторжения России на Украину, с мая по сентябрь 2022 года село было оккупировано ВС РФ. 3 сентября 2022 года населенный пункт был освобожден ВСУ. 20 сентября 2022 года село было обстреляно фосфорными боеприпасами, предположительно с российской стороны.

## Адрес местного совета
84464, Донецкая область, Лиманский р-н, с. Кривая Лука, ул. Ленина, 27